# (39654) 1995 UP
(39654) 1995 UP est un astéroïde de la ceinture principale découvert en 1995.

## Description
(39654) 1995 UP a été découvert le 19 octobre 1995 à l'observatoire astronomique de Sormano à Sormano en Italie par Valter Giuliani et Augusto Testa.

### Caractéristiques orbitales
L'orbite de cet astéroïde est caractérisée par un demi-grand axe de 2,33 ua, un périhélie de 1,88 ua, une excentricité de 0,19 et une inclinaison de 4,07° par rapport à l'écliptique. Du fait de ces caractéristiques, à savoir un demi-grand axe compris entre 2 et 3,2 ua et un périhélie supérieur à 1,666 ua, il est classé, selon la JPL Small-Body Database, comme objet de la ceinture principale.

### Caractéristiques physiques
(39654) 1995 UP a une magnitude absolue (H) de 15,4 et un albédo estimé à 0,063.